# Противотанковое ружьё

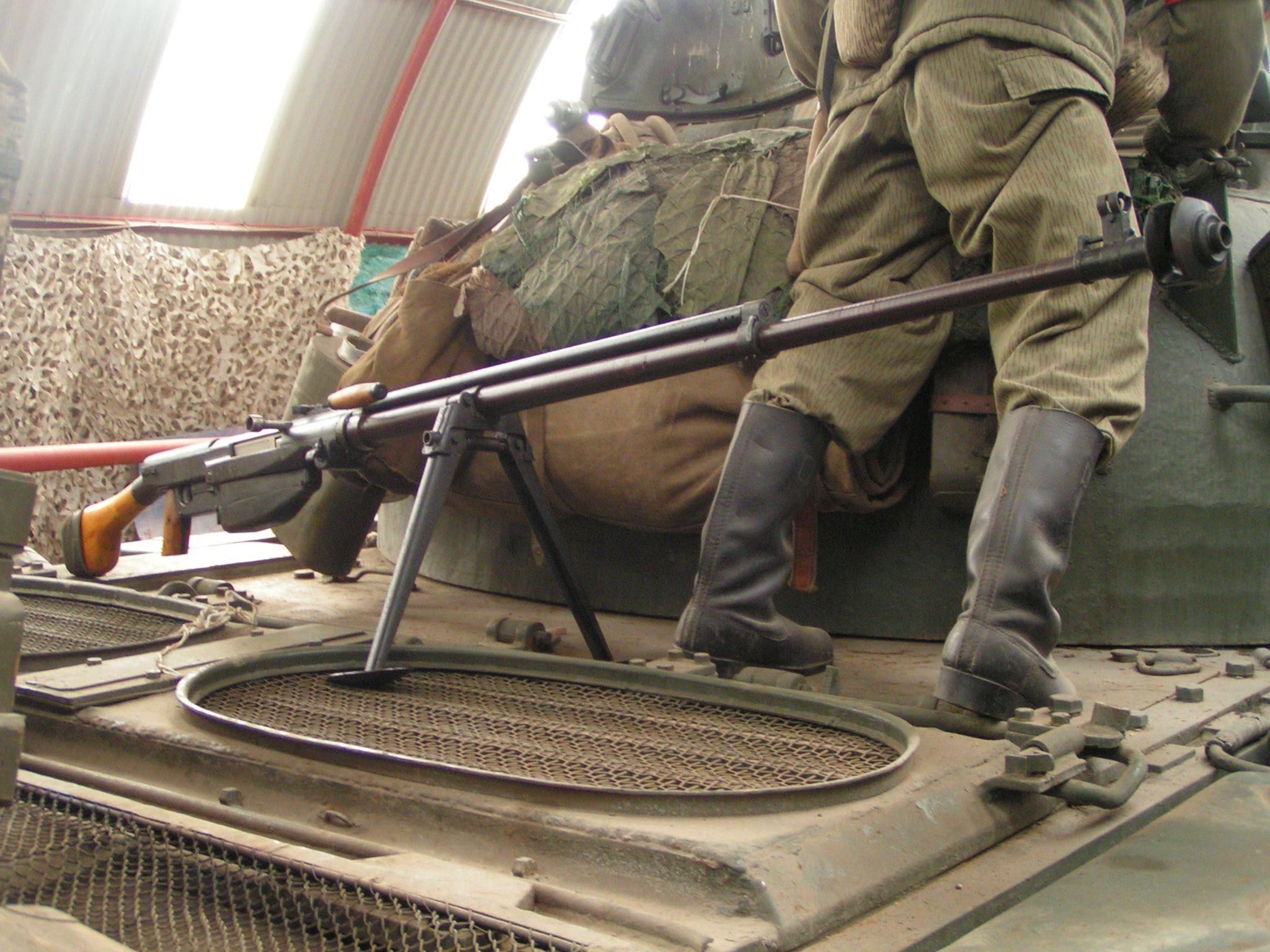
Противотанковое ружьё Симонова ПТРС-41.

Противотанковое ружьё (ПТР) — огнестрельное ручное оружие, характеризующееся большой дульной энергией пули и предназначенное для поражения танков и бронетехники противника.
Как правило, чаще всего, такое оружие имеет калибр больше, чем у обычного стрелкового оружия (у ПТРД и ПТРС — 14,5 мм) и более длинный ствол. Бронепробиваемость противотанковых ружей (до 30 мм брони) позволяла им бороться с легкобронированными целями (как правило на весьма незначительном расстоянии). Некоторые виды оружия, формально классифицировавшиеся как ПТР, имели относительно большой вес и фактически конструктивно представляли собой малокалиберные противотанковые пушки (в частности немецкое ПТР 2,8/2 cm s.Pz.B.41 периода Второй мировой войны).

## Применение и оценка

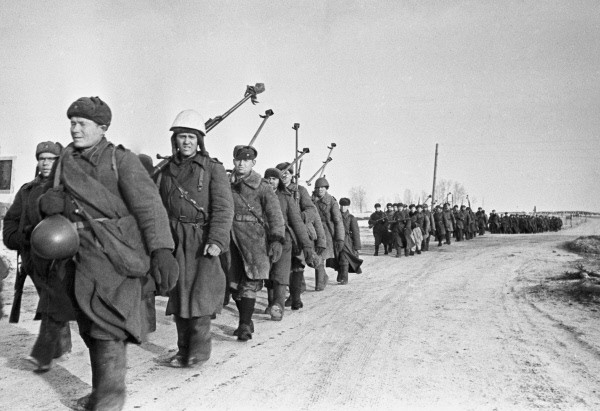
Бойцы истребительного противотанкового батальона на пути к Вязьме после боев за Ржев, март 1943 года, видны ПТР.

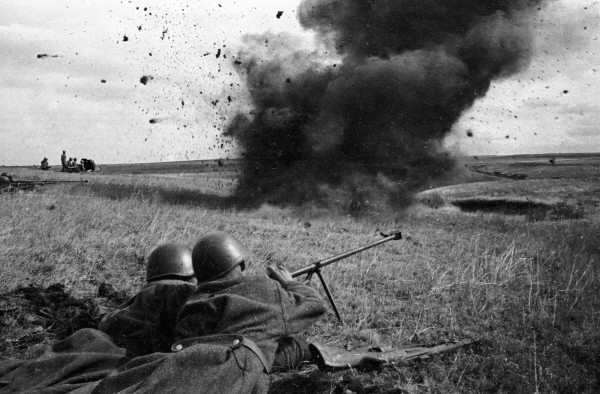
Расчёт ПТР, «Бронебойщики на Курской дуге», фото Н. Боде.

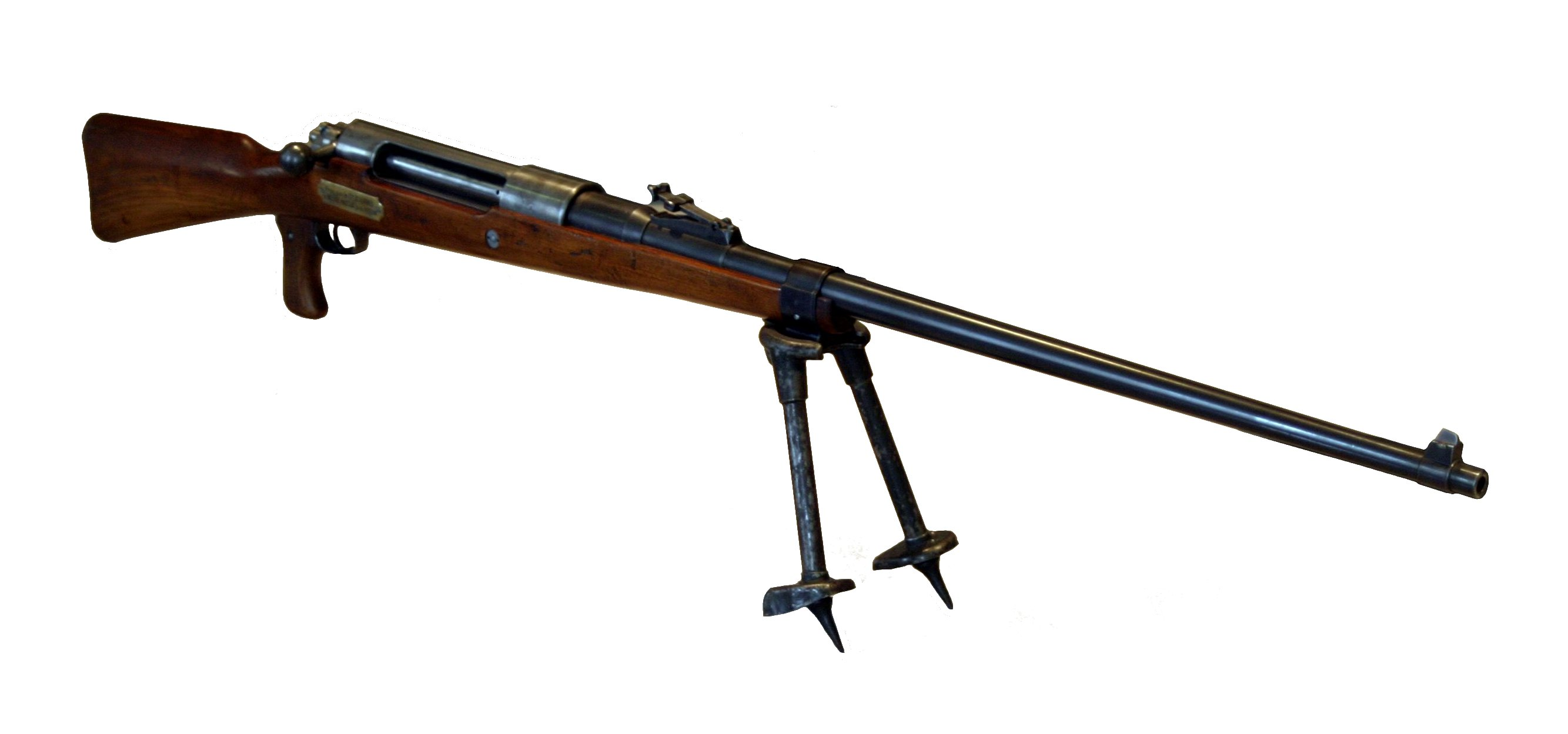
Tankgewehr M1918.

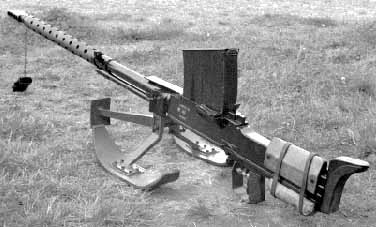
Lahti L-39

Самые ранние противотанковые ружья — «Танкгевер M1918» — применялись в конце Первой мировой войны немцами против английских и французских танков. Эти ружья продемонстрировали крайне низкую эффективность — с помощью этих ПТР было выведено из строя всего 7 французских танков. Невысокая эффективность этого вида оружия отчасти компенсируется относительной простотой изготовления ПТР, подвижностью расчёта и удобством маскировки огневой позиции.
Наиболее массово ПТР применялись во Второй мировой войне. Этот вид оружия применяли вооружённые силы Великобритании, Польши, Финляндии, Франции, Германии, Японии и СССР. Некоторые исследователи характеризуют применение ПТР в это время скорее как вынужденную замену недостающей противотанковой артиллерии, чем как эффективное и удобное оружие. Существует распространённое мнение, что спешная разработка в 1941 году противотанковых ружей в СССР была связана не с их эффективностью, а с необходимостью обеспечить войска хоть сколько-нибудь возможным средством борьбы с танками противника, вследствие больших потерь и острой нехватки противотанковых орудий в начальный период Великой Отечественной войны.
В 1939 году на вооружение Красной армии было принято противотанковое ружьё Рукавишникова, однако производство его так и не было развёрнуто. Нарком вооружения СССР Б. Л. Ванников вспоминал в своих мемуарах:
ПТР не получило до начала Второй мировой войны должного признания не только у нас, но и в других странах, хотя необходимость в таком специальном стрелковом оружии возникла ещё в Первую мировую войну с момента появления танков. 
Первым специальным средством против танков стали созданные в конце Первой мировой войны ружья и пулеметы крупного калибра, представлявшие собой всего лишь укрупненные образцы имевшегося вооружения. Так, германское противотанковое ружье образца 1918 года представляло собою увеличенную копию винтовки Маузера образца 1898 года... Вообще же при создании противотанкового оружия стремились прежде всего получить соответствующий пулемет; считалось, что его можно будет использовать для борьбы и с танками, и с самолетами. А так как для стрельбы по самолетам важное значение имеет и высокий её темп, обеспечиваемый только автоматическим оружием, то на первых этапах противотанковые и зенитные средства и совместили в крупнокалиберных пулеметах, как правило, переделываемых из конструкций среднего калибра.
После окончания Первой мировой войны работы по конструированию противотанкового стрелкового оружия во всех крупных западных государствах продолжались в тех же направлениях, что, по существу, ограничивало возможности получить хорошие тактико-технические показатели противотанковых средств. Увеличение калибра пулеметов, веса пули и её начальной скорости при сохранении необходимых для зенитной стрельбы качеств (в частности темпа стрельбы) потребовало настолько увеличить тяжесть и габариты конструкций, что сделало их непригодными в качестве пехотного противотанкового средства. Оружейники пришли к заключению, что по мере увеличения брони танков пробивная способность крупнокалиберных пулеметов уже не может считаться достаточной и эти пулеметы мало-помалу теряют своё прежнее значение как противотанковое средство.
Тогда усмотрели дальнейшее развитие противотанковых средств в переходе от стрелкового оружия к малокалиберной артиллерии. Получалось, что пуля в состязании с бронёй уступила.Б. Л. Ванников

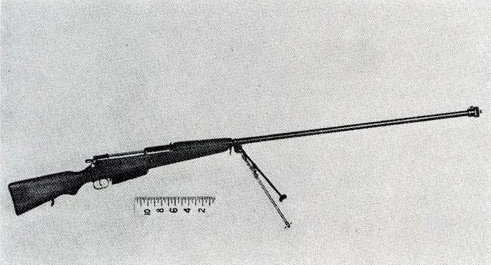
Польское противотанковое ружье Морошека karabin przeciwpancerny wz. 35 под патрон 7,92 мм.

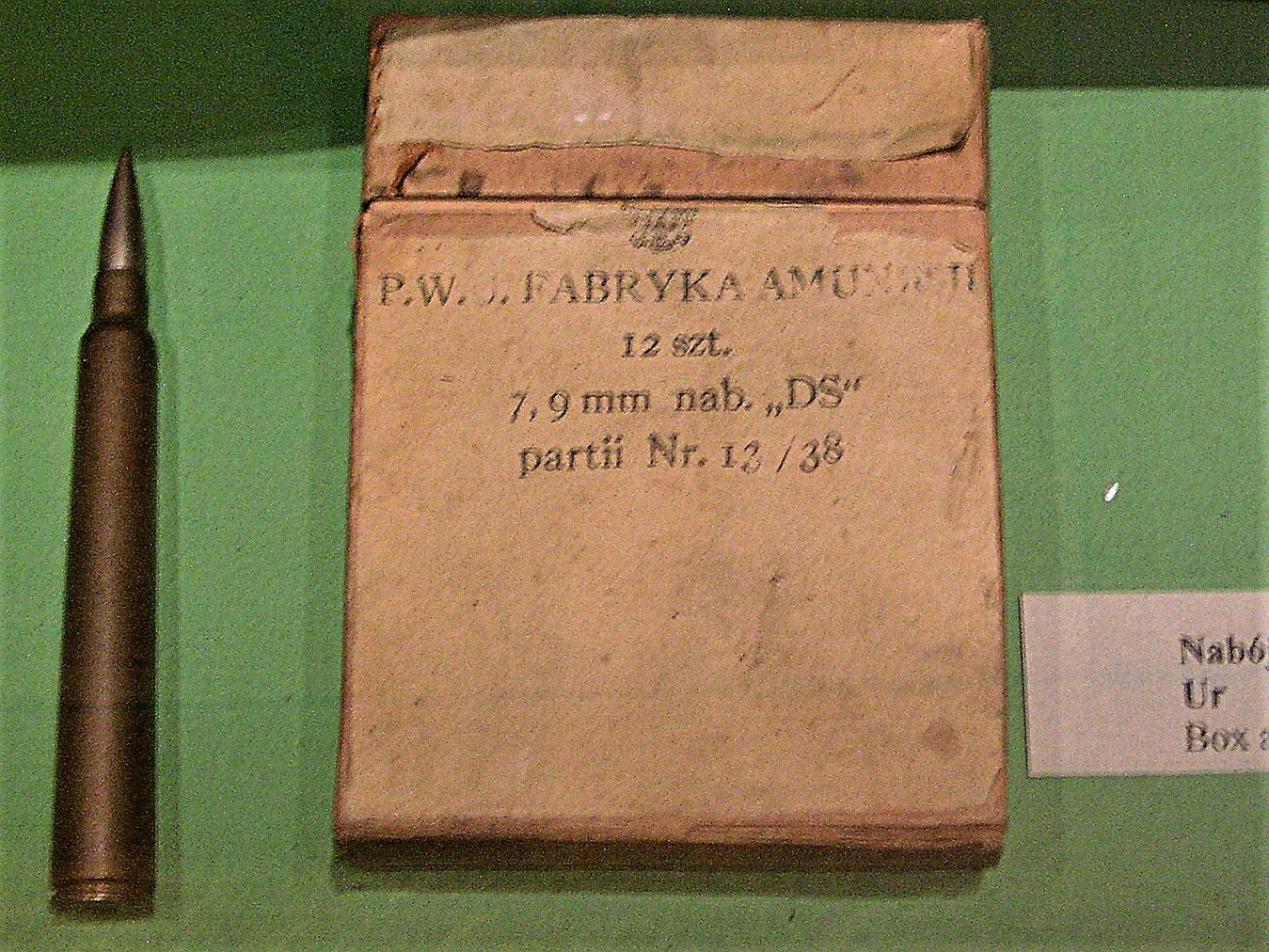
патрон 7,92 х 107 мм P35.

Реальная ситуация противостояния танкам расчётов ПТР заметно отличается от общепринятой в массовом сознании, навеянной художественными фильмами, литературой и другими источниками. В большинстве случаев успех расчёта ПТР не означал однозначного вывода танка из строя, успехом считали прекращение выполнения вражеской машиной своей боевой задачи в конкретный момент боя, который мог быть вызван гибелью члена экипажа, поражённого выстрелом ПТР. Как правило, это был механик-водитель, реже — командир или наводчик. В некоторых случаях предпринимались попытки сделать работу экипажа внутри защищаемого корпусом объёма невозможным (хлорацетофенон), но положительных результатов отмечено не было.
Первые месяцы Великой Отечественной войны показали, что около 30 % немецких танков составляют танки Pz.I, Pz.II, Pz-35(t) и Pz.38(t), у которых толщина лобовой брони не превышала 35 мм. Более мощные Pz.III, Pz.IV, у которых лобовая броня в 1941 году была толщиной 50-60 мм, всё же могли быть поражены в борт, поскольку толщина бортовой брони у них также не превышала 30 мм. В условиях массированного наступления немецких бронетанковых и механизированных частей возникла острая необходимость в возобновлении выпуска ПТР и поставок их в обороняющиеся войска.
8 июля 1941 года Главному Военному Совету вторично было представлено противотанковое ружьё Рукавишникова, но препятствиями для выпуска этого ПТР в условиях войны послужили сложность конструкции и дороговизна производства. Тогда И. В. Сталин срочно привлек к разработке нового ПТР В. А. Дегтярёва и его ученика С. Г. Симонова, которым было предложено в течение месяца разработать конструкцию новых противотанковых ружей.
Через 22 дня в наркомат вооружения были предоставлены два варианта ружей — противотанковое ружьё Дегтярёва и противотанковое ружьё Симонова. После испытательных стрельб и обсуждения нового оружия И. В. Сталин принял решение о принятии на вооружение обоих образцов — ПТРД и ПТРС.
Уже в сентябре 1941 первые образцы новых ружей были поставлены в войска для испытаний и получили положительную оценку военных. В конце октября — начале ноября ружья начали поступать на вооружение Красной Армии в достаточно заметных количествах.
16 ноября 1941 года в районе деревни Ширяево под Москвой принял неравный бой с немецкими танками 1075-й стрелковый полк. Из противотанковых средств, не считая гранат и бутылок с зажигательной смесью, на вооружении пехотинцев имелось всего 11 противотанковых ружей. В первом же бою только огнём своих ПТР бронебойщики уничтожили 10 танков и несколько бронемашин врага (по архивным данным МО СССР, 1075-й стрелковый полк 16 ноября 1941 года уничтожил 15 танков и около 800 человек личного состава противника; потери полка, согласно донесению его командира, составили 400 человек убитыми, 600 человек пропавшими без вести, 100 человек ранеными).
Невысокие пробивные возможности ружей заставляли вести огонь с минимальных дистанций, что было очень тяжело психологически. При этом заброневое действие их пуль в общем случае было ничтожным. В танк мало было попасть, мало было пробить броню, нужно было поразить экипаж или жизненно важные части танка. В общем случае немецкие танки и сопровождающие их пехотинцы безнаказанно расстреливали из пулемётов выдававших себя облаками пыли или снега от дульных тормозов ПТР бронебойщиков. Вполне типичным был случай, когда из бронебойной роты после первой же атаки немецкой танковой роты (10 танков) в живых не осталось ни одного человека, причём три немецких танка отступили невредимыми.Исаев А. В. Антисуворов. Десять мифов Второй мировой.
Эффективный огонь по бронетранспортерам и легким танкам можно было вести с расстояния 150—200 метров. В ходе войны ПТР использовались для борьбы с бронетехникой с толщиной брони до 45 мм и небронированной техники на дистанциях до 500 м; для стрельбы по амбразурам ДОТов, пулеметным точкам, низколетящим самолётам.
- так, в боях на Курской Дуге бронебойщик Денисов сбил из ПТР два вражеских бомбардировщика.
- известны случаи обстрела из ПТР советскими партизанами железнодорожных эшелонов противника.

В своём письме от 18 февраля 1942 года Альберту Шпееру начальник генерального штаба сухопутных войск Германии Франц Гальдер писал: «Состоящие на вооружении русских противотанковые ружья значительно превосходят по эффективности наши PzB-39 калибра 7,92 мм. Необходимо в срочном порядке разработать собственное оружие аналогичного калибра». Но до принятия в январе 1943 года Фаустпатрона ничего более эффективного в данной нише немцами так и не было создано. Трофейные советские ПТРС состояли на вооружении вермахта под индексом PzB.784(r).
После достижения Красной армией превосходства в танках и противотанковой артиллерии, а также с увеличением толщины брони новейших немецких танков противотанковые ружья постепенно потеряли свою актуальность. Однако выпуск ПТР был полностью прекращён только в январе 1945 года.
Практика боевого применения ПТР ещё раз доказала, что использование любого вида оружия оправданно на определённом уровне развития техники противника, для борьбы с которой оно предназначено.
ПТРД и ПТРС, хотя и с запозданием, но всё же заняли свою нишу в противотанковой борьбе на начальном этапе войны. При этом они обладали и другим положительным качеством: присутствие противотанковых ружей оказывало психологическую поддержку обороняющейся пехоте, позволяло справиться с таким негативным фактором как «танкобоязнь».
Основное требование тактического применения противотанкового ружья — манёвренность во всех случаях боя.
 Легкость ружья, удобство переноски, несложное оборудование огневых позиций, возможность в качестве укрытия использовать естественные преграды — всё это вместе делает расчёт противотанкового ружья неуязвимым.ГАБТУ КА «Уничтожай фашистские танки из противотанкового ружья», Воениздат НКО СССР, 1942
Наиболее уязвимыми для огня ПТР были танки, имевшие легкое бронирование, в частности, советские танки Т-26, БТ, Т-40; немецкие PzI, PzII, Pz-35(t) и Pz.38(t). В немецких PzIII и PzIV уязвимыми для противотанковых ружей оставались в основном борта и корма.
В последующий после Второй мировой войны период ПТР довольно широко применялись в локальных войнах — в Корее в 1950—1953, во Вьетнаме и ряде африканских войн.

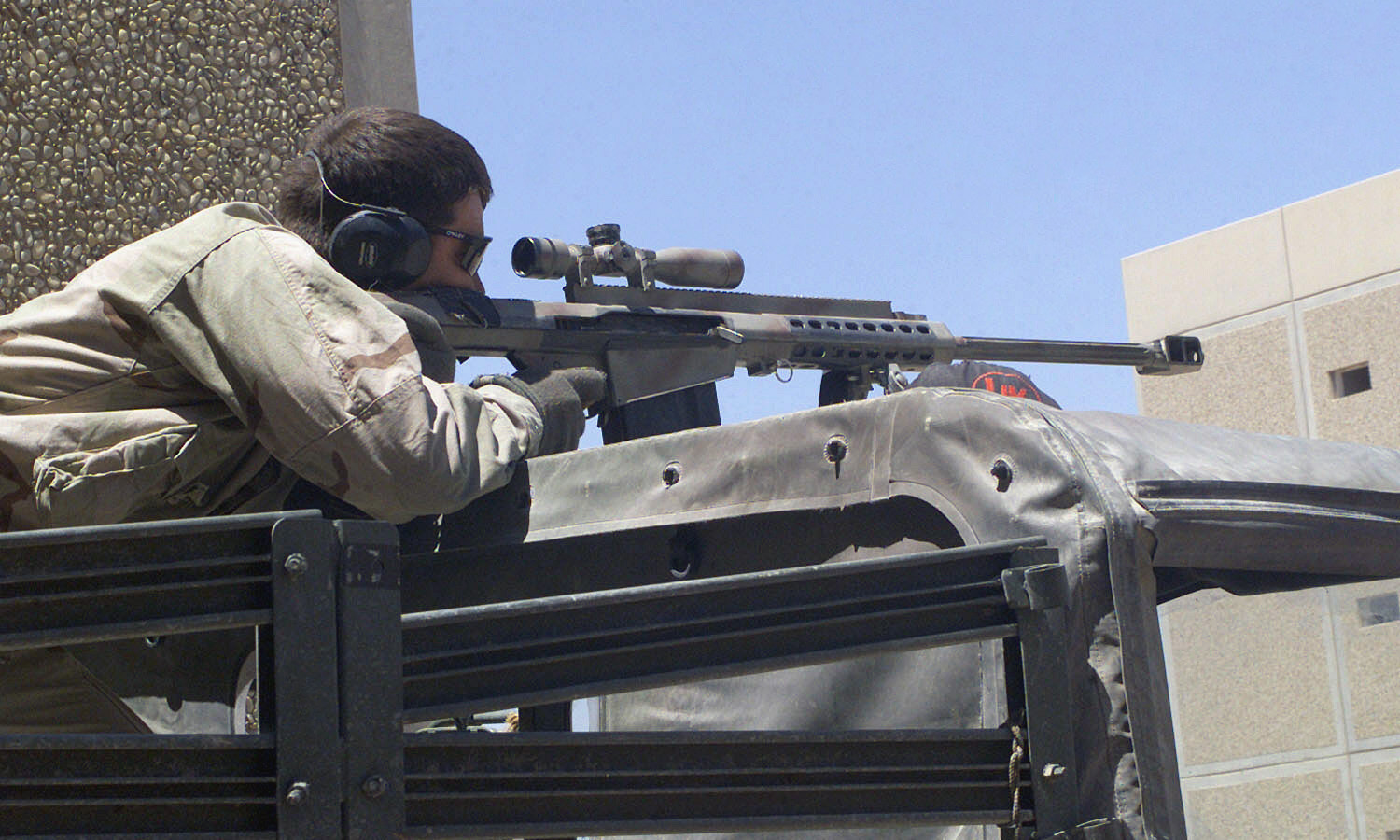
Огневая подготовка американских снайперов, винтовка Barrett M82A1

## Крупнокалиберные снайперские винтовки
Прямыми наследниками и идейными продолжателями класса противотанковых ружей являются крупнокалиберные снайперские винтовки. 
В начале 1980-х годов в ряде стран началась разработка крупнокалиберных снайперских винтовок. В сравнении со стрелковым оружием крупнокалиберные винтовки характеризуются большей прицельной, убойной и эффективной дальностью стрельбы.
Крупнокалиберные снайперские винтовки применяются для выведения из строя легкобронированной и небронированной техники (автомашин, находящихся на земле и низколетящих самолётов и вертолётов и др.), средств разведки, управления и связи (антенн РЛС, спутниковой связи и др.), защищённых огневых точек (стрельба по амбразурам и приборам наблюдения ДОТов и др.), уничтожения неразорвавшихся мин и авиабомб. Также крупнокалиберные снайперские винтовки применяются для борьбы со снайперами противника.